# Хинизарин
Хинизарин (1,4-дигидрокси-9,10-антрахинон) — органическое ароматическое соединение. Производное антрахинона. Относится к антрахиноновым красителям ализаринового ряда.

## Свойства
В свободном виде хинизарин представляет собой красно-коричневое кристаллическое вещество. Хорошо растворяется в горячей воде, бензоле, этаноле, диэтиловом эфире. При действии сильных окислителей, например, тетраацетата свинца, превращается в 1,4,9,10-антрадихинон. При восстановлении, в частности, дитионитом натрия, цинковой пылью в кислой среде, образует лейкохинизарин.
Вступает также в реакции замещения в первом бензольном кольце: хлорируется, сульфируется, нитруется. Гидроксильная группа может быть заменена на аминогруппу.

## Получение и применение
Промышленное получение хинизарина основано на реакции 4-хлорфенола с фталевым ангидридом в присутствии борной кислоты в 100%-ной серной кислоте или разбавленном олеуме при температуре 190—195 °C.

Образовавшийся продукт очищают перекристаллизацией.
Лабораторные способы синтеза хинизарина:
- нагревание антрахинона с нитрозилсульфатом в присутствии борной кислоты и соединений ртути
- окисление антрахинона кислородом воздуха в водной среде в присутствии бромид-ионов (KBr, NaBr)
- нагревание 1,4-дигидронафталина с малеиновым ангидридом в расплаве AlCl3 — NaCl при 210—220 °C:

Хинизарин служит исходным реагентом для синтеза зелёных, синих и фиолетовых антрахиноновых красителей, применяемых для окрашивания шерсти.
Вреден: угнетает деятельность нервной системы.